# Conus ritae
Espèce
Conus ritae est une espèce de mollusques gastéropodes marins de la famille des Conidae.
Comme toutes les espèces du genre Conus, ces escargots sont prédateurs et venimeux. Ils sont capables de « piquer » les humains et doivent donc être manipulés avec précaution, voire pas du tout.

## Distribution
Cette espèce est présente dans la mer des Caraïbes au large du Honduras.

## Taxonomie

### Publication originale
L'espèce Conus ritae a été décrite pour la première fois en 1995 par le malacologiste américain Edward James Petuch (d) dans « La Conchiglia »,.

### Synonymes
- Atlanticonus ritae (Petuch, 1995) · non accepté
- Conus (Atlanticonus) ritae Petuch, 1995 · appellation alternative
- Conus (Leporiconus) ritae Petuch, 1995 · non accepté
- Gladioconus ritae (Petuch, 1995) · non accepté